# 二硫化钠
二硫化钠是一种无机化合物，化学式为Na2S2。

## 制备
二硫化钠可由硫化钠和硫反应，或者金属钠和硫在液氨中反应得到。
Na2S + S → Na2S2
2 Na + 2 S → Na2S2

## 性质
二硫化钠是浅黄色固体，具有潮解性。加热时，它的颜色变深，并在400 °C变为浅红棕色，475 °C以上变为暗棕色，490 °C时熔化为深暗棕色的液体。由醇溶液制得的二硫化钠熔化后为橄榄绿色。它有两种晶型，α型和β型，但都属六方晶系。二硫化钠中有具有氧化性的二硫离子（S2−
2），它可以将SnS氧化为硫代锡酸盐（SnS2−
3）：
Na2S2 + SnS → Na2SnS3